# Harry Holm
Harry Holm född Harry Johan Ernst Holm 13 april 1905 i Finland, död 2 oktober 1977 i Stockholm, var en svensk civilingenjör, sångtextförfattare och teknisk chef på Europafilm från 1942. Han har varit verksam under pseudonymen Jean Ernst.

### Fotnoter
1. 1 2 3   Sveriges dödbok 1901–2009 Swedish death index 1901–2009 (Version 5.0). Solna: Sveriges Släktforskarförbund. 2010. Libris 11931231